# ماتياس بالاسيوس
ماتياس بالاسيوس (بالإسبانية: Matías Damián Palacios)‏ هو لاعب كرة قدم إماراتي-أرجنتيني، ولد في 10 مايو 2002 في جينرال بيكو في الأرجنتين يلعب في نادي العين الإماراتي. لعب مع نادي سان لورينزو ونادي بازل و انتقل إلى نادي العين في عام 2022 و حصل على الجنسية الإماراتية في عام 2024.

## وصلات خارجية
- ماتياس بالاسيوس على موقع إي إس بي إن إف سي (الإنجليزية)
- ماتياس بالاسيوس على موقع قاعدة بيانات كرة القدم.إي يو (الإنجليزية)
- ماتياس بالاسيوس على موقع Soccerway.com (الإنجليزية)
- ماتياس بالاسيوس على موقع عالم كرة القدم.نت (الإنجليزية)